# Parc national Danube-Ipoly
Le  parc national Danube–Ipoly (Duna–Ipoly Nemzeti Park (DINP), [ˈdunɒ ipoj ˈnɛmzɛti pɒɾk]) est un parc national de Hongrie. Il fut créé en 1997. Son nom fait référence à la confluence entre le Danube et l'Ipoly.

## Présentation
En 1997, le parc a été créé à partir des parcs de Pilis et de Börzsöny, avec l’ajout d’une partie de la plaine inondable de la rivière Ipoly. Ce parc englobe des zones à Budapest, dans le comté de Pest, dans le comté de Komárom-Esztergom et dans le comté de Fejér. Ses bureaux sont à Budapest et dans le jardin Jókai (Budapest XII), et son siège est à Esztergom.

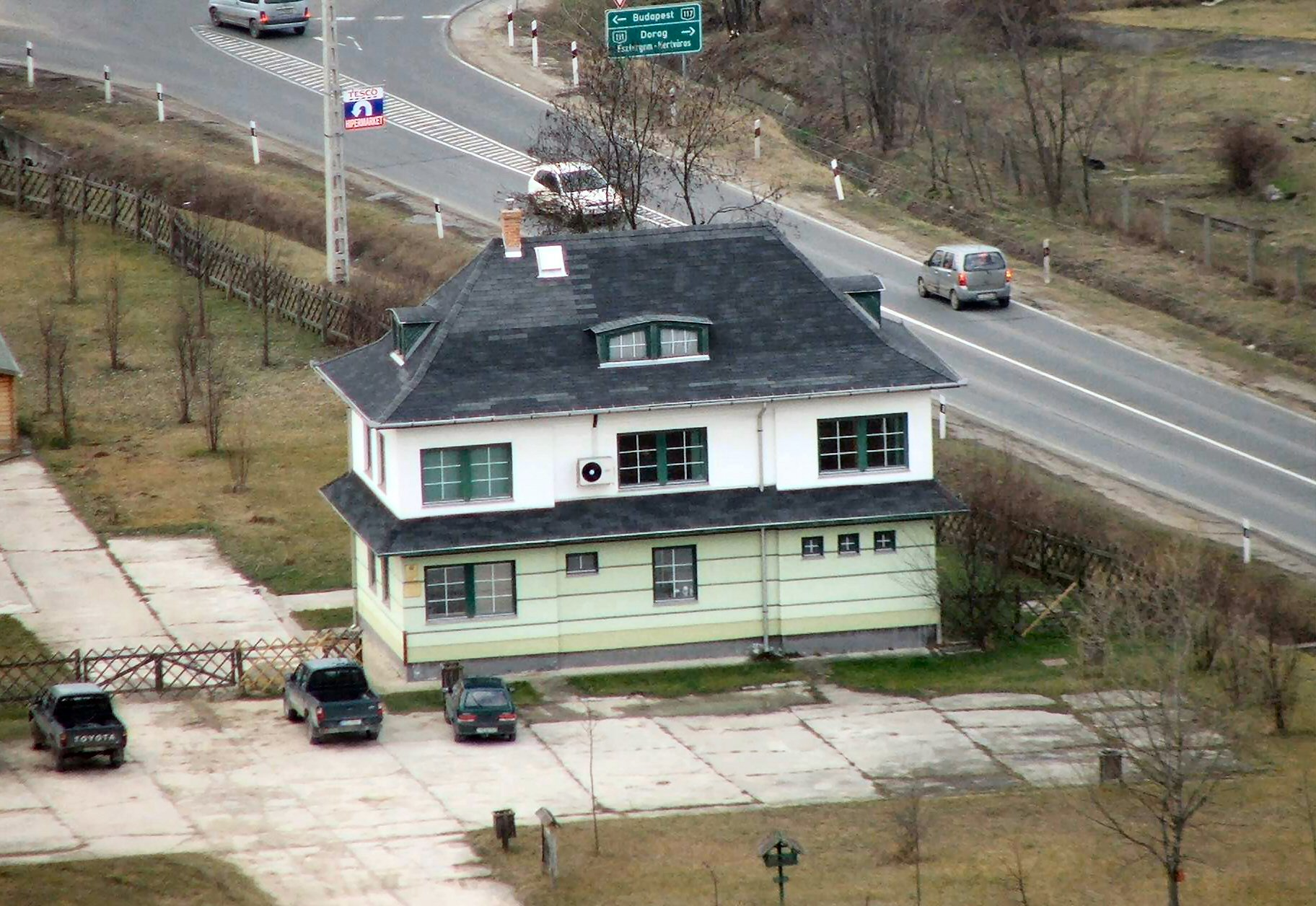
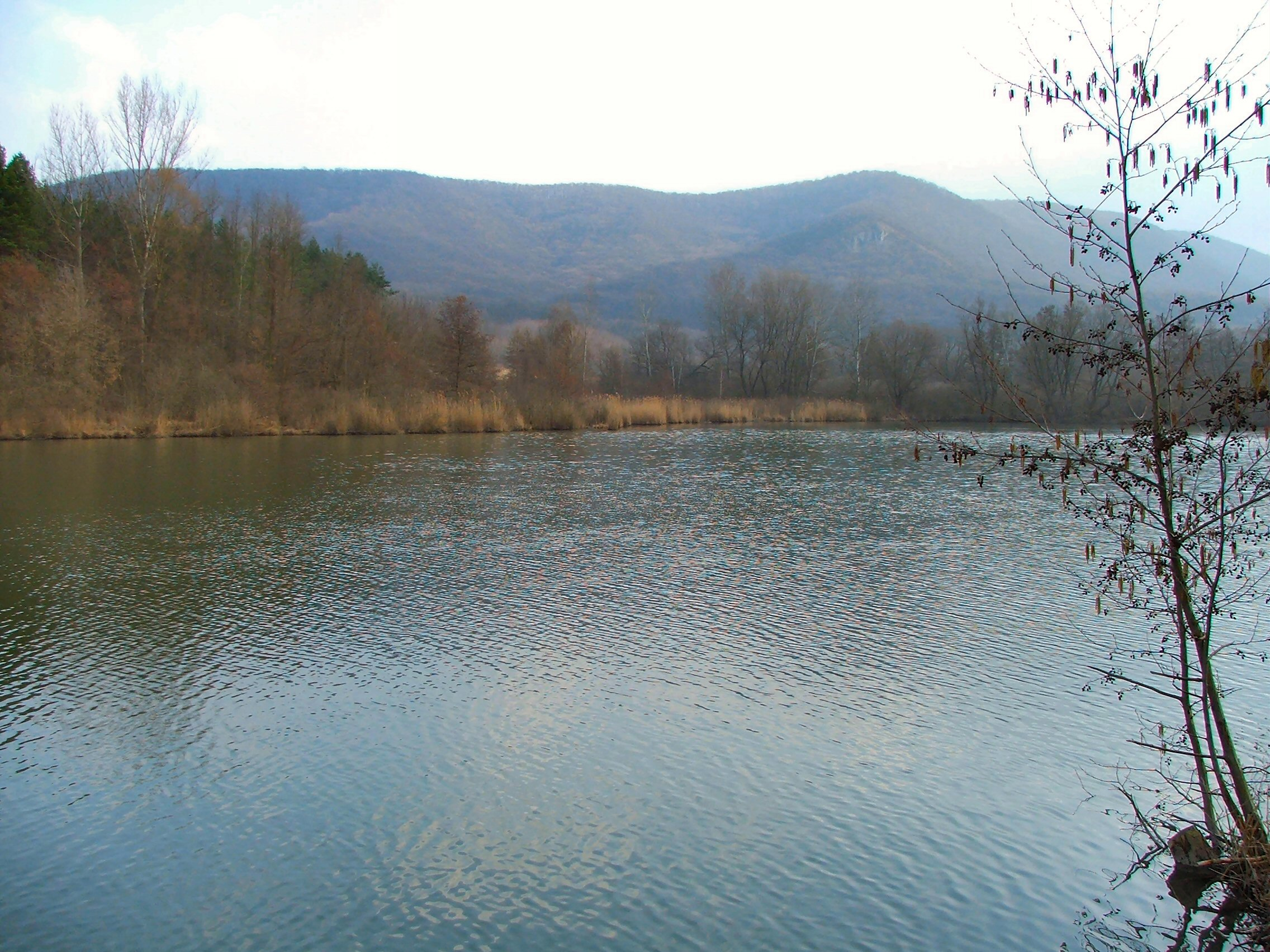
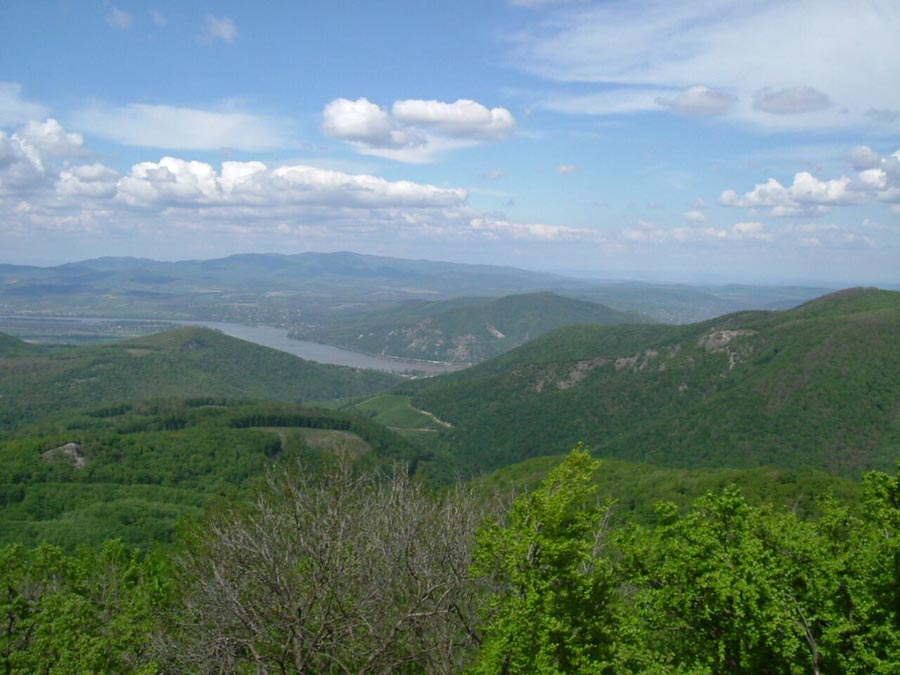